# 東北虎藥業
東北虎藥業股份有限公司，簡稱東北虎藥業股份，以及東北虎藥業（英語：NORTHEAST TIGER PHARMACEUTICAL COMPANY LIMITED，港交所：8197），於1996年，由吉林遠東藥業集團股份有限公司、徐道田家族、劉曉紅、張亞彬和陳林波設立前身為「吉林遠東製藥有限公司」，1998年設立為「吉林市東北虎醫藥科研開發有限公司」其後在2000年，2家公司合併成為「吉林東北虎製藥有限公司」，再更名為「吉林東北虎製藥股份有限公司」。
該公司股份在2002年2月28日於港交所創業板上市，招股價為0.26港元，發行新股為1.8億H股，集資額為0.468億港元。
業務在國內經營生產、研制、开发和銷售各類中成藥產品，董事長為劉陽，總裁為郭鳳。
總部位於吉林市高新区厦门街二号路3号。

## 連結
- northeasttiger.com （页面存档备份，存于）